# Teòfil II d'Alexandria
Teòfil II d'Alexandria va ser patriarca ortodox d'Alexandria de l'any 1010 al 1020.
Durant el seu mandat es van incrementar les accions contra els cristians per part de califa fatimita al-Hàkim, fins al punt que o bé es van convertir a l'islamisme o van haver de fugir d'Egipte.
Teòfil va anar a viure a Constantinoble, on l'emperador Basili II Bulgaròcton li va demanar que fos l'intermediari en la disputa que mantenia amb el patriarca de Constantinoble Sergi II i els va reconciliar. Teòfil va ser nomenat «Jutge de l'Univers» i li van concedir el dret de portar una segona estola.